# Oxygyrus keraudrenii
Oxygyrus keraudrenii är en snäckart som först beskrevs av Charles Alexandre Lesueur 1817.  Oxygyrus keraudrenii ingår som enda art i släktet Oxygyrus och familjen Atlantidae. Inga underarter finns listade i Catalogue of Life.